# Џанкшон Сити (Џорџија)
Џанкшон Сити (енгл. Junction City) град је у америчкој савезној држави Џорџија. По попису становништва из 2010. у њему је живело 177 становника.

## Демографија
Према попису становништва из 2010. у граду је живело 177 становника, што је 2 (1,1%) становника мање него 2000. године.
| Група             | 2000.       | 2010.       |
| Белци             | 68 (38,0%)  | 35 (19,8%)  |
| Афроамериканци    | 108 (60,3%) | 135 (76,3%) |
| Азијати           | 0 (0,0%)    | 0 (0,0%)    |
| Хиспаноамериканци | 1 (0,6%)    | 6 (3,4%)    |
| Укупно            | 179         | 177         |